# Cladiella australis
Cladiella australis är en korallart som först beskrevs av Macfadyen 1936.  Cladiella australis ingår i släktet Cladiella och familjen läderkoraller. Inga underarter finns listade i Catalogue of Life.